# Ортштейн

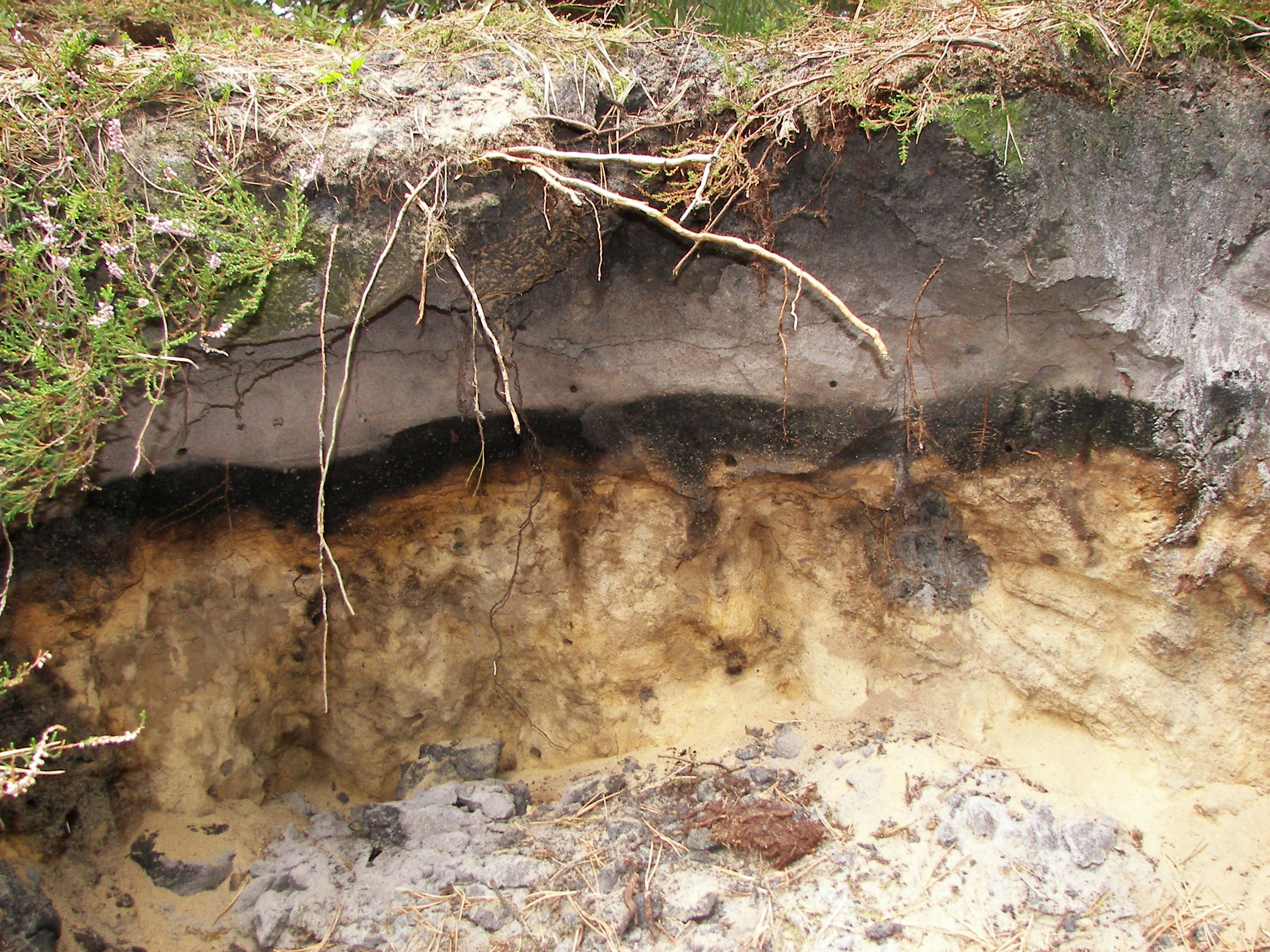
Ґрунтовий профіль вересового підзолу з ортштейном у Люнебурзькій пустощі

Ортштейн (рос. ортштейн, англ. ortstein, iron stone concretions; нім. Ortstein m) — округлі залізо-марганцеві ґрунтові конкреції з діаметром 1 — 10 мм і більше. Знаходяться окремо, або складають щільний ортштейновий горизонт. Утворюються в умовах змінного водо-повітряного та окисно-відновного режимів.